# Niels Barfoed
Niels Erik Barfoed (29. april 1931) er en dansk litteraturhistoriker, litteraturkritiker, journalist og forfatter. Han har været redaktør og skrevet for flere dagblade. Desuden har han udgivet en række bøger, og modtaget en række litteraturpriser.

## Uddannelse og karriere
Han gik på Vestre Borgerdyd Gymnasium i København og blev student i 1949. Herefter studerde han litteraturhistorie og blev færdig som mag.art. i 1956. I 1978 blev han dr.phil. med en afhandling om Don Juan i dansk guldalder.
I perioden 1964-68 var han medredaktør på tidsskriftet Vindrosen. Han skrev også for Aalborg Stiftstidende fra 1959, i Dagbladet Information fra 1961 og i Politiken fra 1964. Han var desuden tilknyttet som kulturskribent hos både Weekendavisen 1990-95, Politiken 1995-98 og Aktuelt 1998-2001.
I 1957 udgav han sit debutværk med digtsamlingen Den tøvende dag, og han har siden udgivet en lang række bøger. I 2007 udgav han erindringsbogen Farvel så længe!.
Ifølge nogle litterater har Barfoed været model for figuren Tore i Klaus Rifbjergs debutroman Den kroniske uskyld fra 1958.

## Privatliv
Han blev gift med Bente Obel (født 1932) i 1957 på Frederiksberg Rådhus.
Han var barndomsvenner med Jesper Jensen, Klaus Rifbjerg og Villy Sørensen.

## Filmografi
- Sommerkrig (1965) - En tjener
- Der var engang en krig (1966)
- Farlige kys (1972) - Psykiater
- Prins Piwi (1974) - Politikommisær
- Da Svante forsvandt (1975) -Læser Svantes replikker
- Silkevejen (2004) - Far

## Hæder
Barfoed får Statens Kunstfonds hædersydelse.
- Kristian Dahls Mindelegat (1983)
- PH-prisen (1987)
- Publicistprisen (1990)
- Otto Gelsted-prisen (1991)
- Georg Brandes-Prisen (2013)
- Rungstedlund-prisen (2017)